# Attaque chimique de Khan Cheikhoun
Pour les articles homonymes, voir Massacre de Khan Cheikhoun.
L'attaque chimique de Khan Cheikhoun, parfois désignée comme le massacre de Khan Cheikhoun, est une attaque à l'arme chimique perpétrée par le régime de Bachar el-Assad le 4 avril 2017, au cours de la guerre civile syrienne. L'attaque est menée par l'aviation des Forces armées syriennes sur la ville de Khan Cheikhoun, tenue par les forces rebelles alors engagées dans une offensive au nord de Hama. Le gaz utilisé, du sarin possiblement mélangé avec du chlore, provoque la mort de 100 à 200 civils, dont au moins 30 enfants, et fait environ 500 blessés.
Cette attaque constitue une infraction à la Convention sur l'interdiction des armes chimiques dont la Syrie est signataire et entraîne de vives réactions sur la scène internationale. Plusieurs pays, comme les États-Unis, la France, le Royaume-Uni et la Turquie accusent aussitôt le régime syrien de Bachar el-Assad d'être l'auteur du massacre. Trois jours après, les États-Unis réagissent en bombardant la base aérienne d'Al-Chaayrate.
Le régime syrien a nié sa responsabilité dans le massacre ; la Russie, allié de Damas, a pour sa part affirmé que la tuerie a été causée par le bombardement d'un avion syrien sur un entrepôt d'armes chimiques tenu par les rebelles. Cependant, après enquêtes, la responsabilité du gouvernement syrien est confirmée en septembre 2017 par la commission d'enquête des Nations unies sur la situation des droits de l'homme en Syrie, puis en octobre par le Joint Investigative Mechanism (JIM), la commission d'enquête conjointe de l'ONU et de l'Organisation pour l'interdiction des armes chimiques (OIAC).

## Contexte

Localisation de Khan Cheikhoun, sur le front de Hama. Les territoires contrôlés par les rebelles sont en vert et ceux contrôlés par les loyalistes en rouge.

Un premier massacre a lieu dans la région en février 2017, lorsque des affrontements éclatent entre le Hayat Tahrir al-Cham, l'Armée syrienne libre et le Liwa al-Aqsa. Les djihadistes du Liwa al-Aqsa, accusés par les rebelles d'être liés à l'État islamique, tiennent alors la ville de Khan Cheikhoun, située entre Hama et Ma'arrat al-Numan. Au cours des combats, ils capturent puis massacrent environ 200 hommes de l'Armée syrienne libre et du Hayat Tahrir al-Cham, dont les corps sont ensuite enterrés dans des fosses communes,,. Un accord met fin aux combats à la mi-février, le Liwa al-Aqsa est dissout et ses combattants évacuent le gouvernorat de Hama. Certains rejoignent l'État islamique à Raqqa, d'autres rallient le Parti islamique du Turkestan,. Khan Cheikhoun est alors investie par les rebelles ; selon Charles Lister, chercheur américain au Middle East Institute (en), en avril 2017, le principal groupe qui occupe la ville est Ahrar al-Cham.
Le 21 mars 2017, le Hayat Tahrir al-Cham, l'Armée syrienne libre, Ahrar al-Cham et quelques autres groupes lancent une offensive contre le régime au nord de la ville de Hama,. Les rebelles ont d'abord l'avantage. Ils s'emparent de plusieurs petites villes et villages et arrivent à quatre kilomètres de Hama,. Cependant, les loyalistes reçoivent des renforts, puis ils passent à la contre-offensive et commencent à reprendre le terrain perdu à partir du 31 mars,.
Fin mars 2017, plusieurs attaques chimiques sont menées sur Latamné, une ville tenue par les rebelles à une vingtaine de kilomètres au sud de Khan Cheikhoun. Le 24 mars, une première attaque au sarin fait une trentaine de blessés,. Le 25 mars, l'hôpital de la ville est touché par des barils de chlore largués par des hélicoptères : deux personnes sont tuées, dont un médecin, et trente autres blessées,. Le 30 mars, une nouvelle attaque au sarin fait une cinquantaine de blessés,. L'utilisation à trois reprises d'armes chimiques à Latamné en mars 2017 est confirmé en octobre 2017 et juin 2018 par des enquêtes de l'Organisation pour l'interdiction des armes chimiques (OIAC),.
Le régime syrien a toujours nié avoir employé des armes chimiques lors de la guerre civile. Cependant, en août 2016, le Joint Investigative Mechanism (JIM), la commission d'enquête conjointe de l'ONU et de l'Organisation pour l'interdiction des armes chimiques (OIAC), avait confirmé l'utilisation de chlore et la responsabilité de l'armée syrienne dans plusieurs attaques,.

## Déroulement
Le 4 avril 2017, une nouvelle attaque chimique est menée sur la ville de Khan Cheikhoun, au nord des positions rebelles. À 6 heures 26, un Soukhoï Su-22 syrien décolle de la base aérienne d'Al-Chaayrate. À 6 h 45, alors que la plupart des habitants dorment encore, l'appareil mène quatre frappes dans des quartiers résidentiels au sud et au nord-est de Khan Cheikhoun,,,,. La première bombe explose sur une route, libérant un gaz toxique, les trois autres frappes, sans gaz, touchant des habitations,,. À 7 heures, les hôpitaux sont en alerte.
Les Casques blancs de la Défense civile syrienne se rendent sur les lieux des frappes pour évacuer les blessés, mais ils ignorent que des armes chimiques ont été utilisées et certains d'entre eux sont contaminés,, ; au moins deux d'entre eux trouvent la mort. Les médecins et les secouristes aspergent d'eau les victimes en utilisant les véhicules des pompiers pour tenter de les réanimer,,,. Mais le directeur de la santé de la province d'Idleb, le docteur Moundhir Al-Khalil, déclare : « Nous manquons de cadres de santé, nous n’avons pas d’équipements ni de combinaisons de protection, ni les médicaments nécessaires aux traitements de victimes d’une attaque aux armes chimiques en nombre suffisant. Tous nos stocks ont été utilisés ces deux derniers jours ». Selon le docteur Morad, directeur de l'hôpital de Khan Cheikhoun : « Nous n'avions même pas suffisamment d'atropine, qui sert d'antidote contre les gaz chimiques. Il y en avait environ 1 500 ampoules alors que certains blessés en requièrent 300 ou 400 ». D'après Raphaël Pitti, médecin urgentiste spécialisé en médecine de guerre travaillant pour l'Union des organisations de secours et soins médicaux (UOSSM) : « Trois traitements sont utilisés pour contrer les effets du sarin : de l’atropine à haute dose contre l’asphyxie, du valium contre les convulsions, et du contrathion comme antidote, détaille-t-il. Les stocks des deux premiers ont été épuisés, le troisième est totalement absent à Khan Cheikhoun. Dans ces conditions, cette attaque était sûre de provoquer un massacre. Les protocoles de réaction à une attaque chimique n'ont pu être respectés. Les victimes ont seulement été lavées grossièrement, à même le sol. Une pratique qui peut s’avérer dangereuse car cela refroidit des malades qui sont déjà en état de choc. Pour contrer l’asphyxie, l’assistance respiratoire est souvent menée manuellement. Le personnel médical a très peu de respirateurs électriques ».
Selon l'Observatoire syrien des droits de l'homme (OSDH), des vidéos publiées sur internet et des témoignages de médecins et de secouristes sur place font état chez les victimes d'évanouissements, de convulsions, de vomissements, de pupilles dilatées, de mousse dans la bouche et de suffocations,,,. Pour Raphaël Pitti : « Tous les symptômes cliniques concordent : hyper-stimulation du système nerveux qui provoque le coma, pupilles extrêmement rétrécies qui ne réagissent plus à la lumière, blocage de l’appareil respiratoire, stimulation des sécrétions buccales - bave - qui aggrave une asphyxie profonde, convulsions musculaires permanentes - les victimes "battent des ailes" -, douleurs abdominales, diarrhées, incontinence… ce sont tous les symptômes provoqués par le gaz sarin ».
Quatre heures après l'attaque chimique, le centre de la Défense civile syrienne, utilisé comme morgue improvisée, est détruit par une frappe aérienne,,,. Quatre casques blancs sont gravement blessés. Peu après, l'hôpital Al-Rahma de Khan Cheikhoun — le seul en fonction dans cette ville — est à son tour bombardé. Le bâtiment n'est pas directement touché, mais les dégâts le rendent inopérant et il doit être évacué,,,. L'équipe médicale décide alors d'évacuer les blessés vers d'autres villes dans le gouvernorat d'Idleb,,. Les cas les plus graves sont envoyés à Bab al-Hawa, à la frontière turque,. Le principal hôpital de la région, celui de la ville de Ma'arrat al-Numan, à une vingtaine de kilomètres au nord de Khan Cheikhoun, avait également été bombardé le 2 avril et ses unités de soins intensifs détruites ; seulement 15 personnes pourront y être pris en charge,,. Celui-ci comptait une unité de réaction aux attaques à l'arme chimique,.
Les symptômes observés font immédiatement penser à un gaz de type sarin,,,, qui pourrait avoir été mélangé avec du chlore,,. Le 5 avril, Médecins sans frontières (MSF) annonce qu'une de ses équipes s'est rendue à l'hôpital de Bab Al-Hawa, dans le gouvernorat d'Idleb, et a « décrit des symptômes concordants avec une exposition à un agent neurotoxique de type gaz sarin ». Après l'attaque chimique, la population de Khan Cheikhoun, terrifiée, fuit massivement.

## Bilan humain
Dans les heures qui suivent le massacre, l'Observatoire syrien des droits de l'homme (OSDH) fait état d'un bilan d'au moins 58 morts — dont 11 enfants — et 170 blessés parmi les civils. Le lendemain, l'OSDH revoit son bilan à la hausse, à au moins 72 morts — dont 17 femmes et 20 enfants — mais indique qu'« il y a des personnes disparues » et que le bilan pourrait encore augmenter. Le 6 avril, il hausse encore son bilan à au moins 86 morts, dont 30 enfants, et 160 blessés. À la date du 15 avril, l'OSDH arrive à un bilan d'au moins 88 morts, dont 31 enfants,.
Le 6 avril, la direction de la santé de la province d'Idleb, dirigée par le docteur Moundhir Al-Khalil, recense 87 morts identifiés, dont 32 enfants, et 557 blessés, et indique que 54 blessés graves ont été transférés en Turquie. Le 6 avril, l'Unicef — qui déploie neuf ambulances et apporte son aide à sept cliniques mobiles et hôpitaux dans la région — fait état de 546 blessés en indiquant cependant que « ces chiffres vont probablement augmenter », elle fait aussi état de la mort d'au moins 27 enfants.
L'Union des organisations de secours et soins médicaux (UOSSM) affirme quant à elle dès le 4 avril que l'attaque a fait plus de 100 morts, dont 25 enfants, et 400 blessés,.
Le 1er mai 2017, Human Rights Watch affirme dans un rapport que l'attaque chimique a fait 92 morts, dont 30 enfants. Début mai, la direction médicale de la province d'Idleb et le Centre de documentation des violations en Syrie (VDC) font état d'un bilan d'au moins 95 morts et 541 blessés.
Cependant, le docteur Morad, directeur de l'hôpital de Khan Cheikhoun, présent le jour de l'attaque, donne un bilan plus élevé : « On a décompté à l’hôpital 400 blessés et 106 morts. J’ai la liste avec leurs noms que j’ai moi-même recensés. Mais ces 106 personnes ne correspondent qu’aux gens arrivés à l’hôpital. En fait, beaucoup d’autres sont morts chez eux dans leur sommeil. Au total, des morts, il a dû y en avoir plus de 200 ».

## Motivations du régime syrien
L'objectif du régime syrien est de reprendre le contrôle de toute la Syrie par les armes,. Dans une interview donnée à l'AFP le 11 février 2016, Bachar el-Assad affirme son intention de reconquérir tout le pays, quitte à mener de « longs combats » : « Que nous soyons capables de le faire ou non, c'est un but que nous chercherons à atteindre sans hésitation »,,,. Cependant ces objectifs ne sont pas totalement en phase avec ceux de la Russie qui réagit quelques jours plus tard. Le 19 février 2016, Vitali Tchourkine, ambassadeur de la Russie aux Nations unies, estime alors que les déclarations du président syrien « dissonent avec les efforts diplomatiques entrepris par la Russie » afin de mettre fin aux hostilités en Syrie et instaurer un cessez-le-feu. Il affirme que si le régime syrien considère qu'un « cessez-le-feu n'est pas nécessaire et qu'il faut se battre jusqu'à la victoire, ce conflit va durer encore très longtemps et imaginer cela fait peur »,. Mais la ligne du régime ne bouge pas. Dans une interview accordée au quotidien conservateur croate Večernji list et publié le 6 avril 2017, Bachar el-Assad renchérit : « Il n'y a pas d'autre choix que la victoire »,,.
Selon Agnès Levallois, enseignante à l'Institut d'études politiques de Paris, la non-intervention des Américains après le massacre de la Ghouta en 2013 a donné au régime syrien un « droit de tuer. Ce droit, il l’utilise tant qu’il peut quand des négociations sont en cours. Le régime sait très bien qu’un début de négociation va aboutir à la fin de ce système. À partir de là, il est prêt à tout pour éviter d’entrer en négociations, à moins qu’il y soit contraint. Or, les seuls qui peuvent le contraindre sont les Russes et les Iraniens. Le régime passe son temps à gagner du temps. Pour le moment, les faits lui donnent raison ».
Au printemps 2017, grâce au soutien de la Russie et de l'Iran, la situation militaire et diplomatique est favorable au régime syrien. Le 30 mars 2017, cinq jours avant l'attaque de Khan Cheikhoun, les États-Unis annoncent devant l'ONU que le départ de Bachar el-Assad n'est plus pour eux une priorité,. Conforté par son alliance avec la Russie et par le retrait américain, le régime syrien pense alors être définitivement à l'abri d'une intervention des États-Unis, qu'il considérait comme sa principale menace,,,,.
Le journaliste Robert Parry estime de son côté illogique d'attribuer le gazage à Bachar el-Assad, alors qu'il venait de remporter « une victoire diplomatique majeure » : l'annonce récente de l'administration Trump qu'elle ne cherchait plus un changement de régime en Syrie. Et, selon Robert Parry, Bachar el-Assad serait suffisamment malin pour anticiper qu'une attaque chimique de sa part entraînerait une riposte américaine et remettrait en cause les succès obtenus par son armée avec l'aide russe et iranienne. L'essayiste Alexandre Del Valle affirme que l’événement de Khan Cheikhoun s'est produit « la veille d'une réunion très importante à Bruxelles » qui risquait de donner une forme de réhabilitation au régime syrien. D'après lui, l'attaque chimique a permis à ceux qui n'approuvaient pas « la nouvelle doctrine de l'administration américaine » de s'appuyer sur « une récupération émotionnelle et médiatique », et « de saisir ce prétexte pour diaboliser un peu plus la Russie et tous ceux qui ne mettent pas comme condition préalable le départ de Bachar el-Assad. » Alexandre Del Valle ne voit pas quel intérêt pouvait avoir le régime syrien d'utiliser des armes chimiques, « sauf s’il était suicidaire »[pertinence contestée]. Mais pour Faysal Itani, chercheur au think tank américain Atlantic Council, au contraire, Bachar el-Assad avait « toutes les raisons d'utiliser des armes chimiques et peu de raisons de se retenir ».
En effet, selon Faysal Itani, mais aussi Wassim Nasr, journaliste de France 24 et Samir al-Taqi, un ancien conseiller du ministère des Affaires étrangères syrien ayant rallié l'opposition en 2011, l'objectif de l'attaque chimique est de terrifier les rebelles et les populations civiles, afin de provoquer l'effondrement militaire des premiers et de pousser les seconds à quitter les territoires insurgés pour regagner les zones contrôlées par les forces loyalistes,,. Le régime pense être désormais intouchable et estime que les Américains et les Occidentaux ne réagiront pas, ce qui découragera encore davantage l'opposition,,. Pour Wassim Nasr : « Vis-à-vis des Syriens, elle [l'attaque chimique] montrerait une fois de plus l'incapacité des Occidentaux à intervenir. Par conséquent, même les Syriens qui hésitent à revenir dans le giron de l'État devraient s'y résoudre »,. Selon le professeur Malcolm Chalmers, directeur de recherche au Royal United Services Institute, la stratégie du régime « vise surtout à démoraliser les populations civiles dans les territoires qu'il ne contrôle pas. C'est une tactique que [le régime] a utilisé à maintes reprises [...] car il croit encore pouvoir contrôler la majorité de la Syrie ». De même, pour Olivier Lepick, les attaques ont pour but de terroriser la population et de faire échouer les négociations internationales : « Avec cette attaque, le régime syrien fait la démonstration à la communauté internationale de son impunité totale. Il montre à ses alliés et à ses adversaires qu’il est opposé à la paix et bien décidé à reconquérir par la force l’intégralité du pays »,.
Fabrice Balanche, chercheur au Washington Institute, estime pour sa part que « ce sont les ultras à Damas qui auraient pris la décision pour se venger des Russes qui négocient sur le dos de la Syrie ». Il précise : « Même si l'affaire de Khan Cheikhoun n’est pas totalement élucidée, il semble tout de même que cette attaque provienne bien du régime syrien. Toute la question est de savoir si elle a été décidée directement par Bachar el-Assad ou par un officier subalterne qui n’en a pas référé au commandement. À l'époque, l'armée syrienne faisait face à une forte offensive de la rébellion menée par la branche syrienne d’al-Qaïda (Hayat Tahrir al-Cham) qui cherchait à s’emparer de Hama. L'armée syrienne a alors utilisé des gaz de plus en plus puissants pour les repousser et détruire la base arrière de l’offensive, Khan Cheikhoun, causant une centaine de morts civils. Vladimir Poutine fut furieux de cet incident, même s’il s’est empressé de défendre son allié syrien. Cette attaque chimique a remis en cause les efforts diplomatiques de la Russie pour trouver un accord avec les États-Unis sur la Syrie. Or Donald Trump venait de déclarer que la chute de Bachar el-Assad n’était plus l’objectif de Washington en Syrie. Une des hypothèses est que les durs du régime à Damas s’inquiètent de la façon dont la Russie négocie avec les États-Unis. Ils auraient donc voulu donner une leçon aux Russes pour leur rappeler que la Syrie est un pays souverain. Selon eux, la solution n’est pas dans la négociation avec les États-Unis, mais dans l’élimination pure et simple des rebelles ».
Pour Alain Chouet, ancien directeur du service de renseignement de sécurité à la DGSE, qui recommande « la prudence » et « une enquête inattaquable » : « Tout est imaginable dans cette affaire (...) l'usage du gaz n'a aucun intérêt militaire. S'il a été utilisé par Damas, c'est dans un but politique et stratégique afin de rappeler notamment aux Russes, dont les Syriens se méfient depuis leur alliance avec les Turcs, et aux Iraniens, que la Syrie reste maîtresse de ses choix chez elle et qu'elle ne se sent pas engagée par les décisions de Moscou et Téhéran dans les négociations. [...] Damas ne veut pas négocier car c'est une guerre à mort : le régime veut que l'ennemi se rende sans condition ».
Pour Pascal Boniface, directeur de l'Institut de relations internationales et stratégiques (IRIS) : « La seule explication rationnelle que l'on puisse donner à ce bombardement est que Bachar el-Assad voulait torpiller les négociations en cours en faisant en sorte que l'opposition ne veuille plus le voir. Il craignait que ces discussions, menées sous l'égide des Russes, n'aboutissent à une solution qui aurait permis au régime de rester mais sans lui. C'est dans cette optique qu'il a fait usage du gaz sarin dont l'intérêt militaire est inexistant ».
Le politologue Julien Théron « vois une mécanique à l'œuvre depuis le début de la crise où le régime, impuni jusqu'aux frappes du 6 avril, se sent incité à tester sur le terrain hier l'inaction d'Obama et aujourd'hui les déclarations de Trump ». Pour lui, l'annonce faite par les États-Unis que le régime n'était plus sa priorité et les bonnes relations de Donald Trump et Abdel Fattah al-Sissi — Trump venait de recevoir le président égyptien quelques jours plus tôt et avait déclaré qu'« il fallait des hommes forts pour un Moyen-Orient stable » — ont constitué « un message involontaire de sa part mais qui a plausiblement laissé penser au régime de Damas que Washington lui laisserait désormais les mains libres ». Le régime « a donc peut-être tenté de voir si, avec Trump, il pouvait faire ce qu’il voulait et frapper plus fort. En l'occurrence ce n’est pas du tout le cas et le régime s'est pris un sévère retour de bâton ».
Peu après l'attaque, Ibrahim al-Idilbi, porte-parole de la rébellion modérée pour la région d'Idlib, affirme quant à lui que l'attaque a été en représailles aux pertes subies par le régime lors de la dernière offensive de Hama : « la semaine dernière, les rebelles ont mené une offensive contre Hama, et le régime a subi des pertes considérables. L’attaque de Khan Cheikhoun est une vengeance.».
Pour le général français Dominique Trinquand, les responsables syriens habilités à donner l'ordre d'une attaque chimique font partie d'un régime dictatorial en guerre depuis 6 ans et sont donc probablement dans un enfermement psychologique et intellectuel qui leur fait perdre contact avec la réalité. Ils ne se rendent plus compte notamment de ce que « veut dire l'utilisation d'armes chimiques aujourd'hui ».

## Réactions internationales

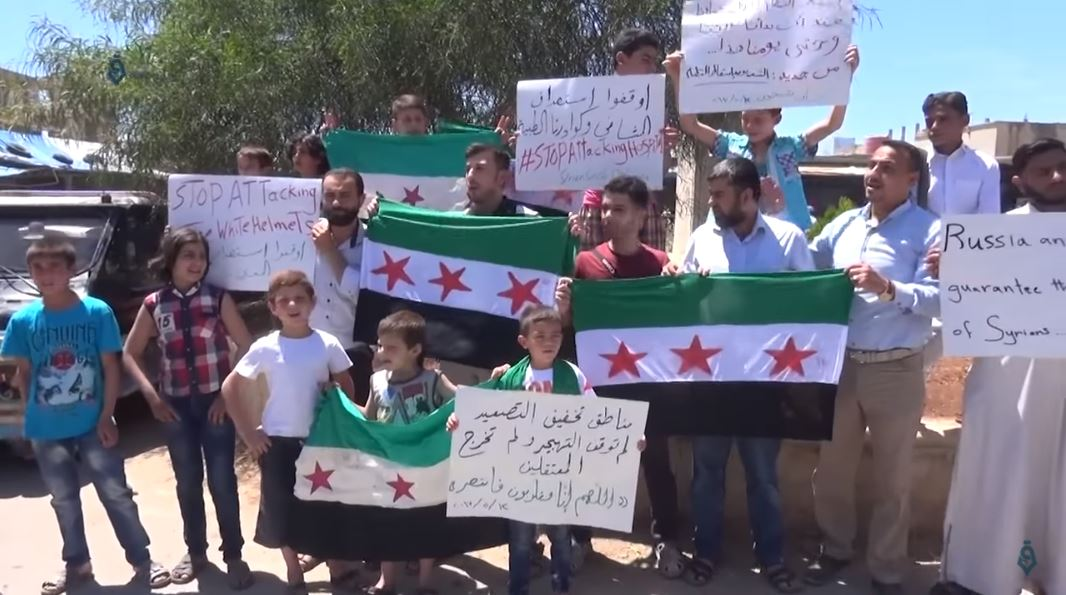
Habitants de Khan Cheikhoun manifestant contre les attaques chimiques, le 12 mai 2017.

Le régime syrien et la Russie nient être impliqués dans le massacre, cependant les États-Unis, la France, le Royaume-Uni et la Commission européenne, ainsi que l'opposition syrienne, accusent aussitôt le régime de Bachar el-Assad. Le président de la Turquie, Recep Tayyip Erdoğan, déclare que l'attaque « chimique » et « inhumaine » menace « tous les efforts fournis dans le cadre du processus d’Astana ». Le lendemain, Erdoğan impute l'attaque de Khan Cheikhoun à l'« assassin Assad ».
Côté américain, le secrétaire d'État Rex Tillerson affirme : « Quiconque utilise des armes chimiques pour attaquer son propre peuple montre un mépris fondamental pour la décence humaine et doit rendre des comptes », il appelle « la Russie et l'Iran, une fois encore, à exercer leur influence sur le régime syrien pour garantir que ce genre d'attaque atroce n'ait plus jamais lieu ». Dans un communiqué publié par la Maison-Blanche, le président américain Donald Trump accuse même son prédécesseur, Barack Obama, d'être responsable de l'attaque : « Ces odieuses actions du régime de Bachar el-Assad sont une conséquence de la faiblesse et de l'indécision du gouvernement précédent. Le président Obama a dit en 2012 qu'il établirait une “ligne rouge” contre l'utilisation d'armes chimiques, et ensuite, il n'a rien fait »,. Cependant en 2013, dans les jours qui avait suivi le massacre de la Ghouta, Trump s'était dit opposé à une intervention militaire contre la Syrie. Mais après le massacre de Khan Cheikhoun, il déclare : « Je change et je suis flexible. [...] L'attaque contre des enfants a eu un fort impact sur moi. Un fort impact. [...] Ça a été une chose horrible, horrible [...] Et il est très, très possible, et je dois dire que c'est déjà le cas, que mon attitude face à la Syrie et Assad a beaucoup changé »,,. Certains responsables républicains, comme John McCain et Marco Rubio, reprochent également à Rex Tillerson et Nikki Haley d'avoir affirmé cinq jours avant l'attaque que la chute du dictateur syrien n'était plus une priorité pour les États-Unis : selon eux ce « signal envoyé [...] n'a pu que motiver Assad ».
Le président français François Hollande déclare quant à lui : « Une fois encore le régime syrien va nier l’évidence de sa responsabilité dans ce massacre. Comme en 2013, Bachar Al-Assad compte sur la complicité de ses alliés pour bénéficier d’une impunité intolérable. Ceux qui soutiennent ce régime peuvent une nouvelle fois mesurer l’ampleur de leur responsabilité politique, stratégique et morale ». Le 5 avril, Boris Johnson, ministre britannique des affaires étrangères, déclare que : « Toutes les preuves que j’ai vues suggèrent que c’était le régime d’Assad (…) utilisant des armes illégales en toute connaissance de cause sur son propre peuple ». Federica Mogherini, vice-présidente de la Commission européenne, déclare également que la « principale responsabilité » de l'attaque repose sur régime de Damas. Des responsables américains déclarent que leurs systèmes radars ont suivi deux avions ayant décollé de l'aéroport d'Al-Chaayrate contrôlé par le régime syrien, que des signatures infrarouges de la chaleur des bombes ont été détéctées, et que l'un des deux avions a largué une munition contenant du gaz sarin ciblant un hôpital souterrain tenu par Al-Nosra à Khan Cheikhoun,.
Le 6 avril, le président russe Vladimir Poutine affirme que le régime syrien est accusé sans preuve, et le ministre syrien des Affaires étrangères, Walid Mouallem déclare : « Je peux vous assurer une nouvelle fois que l'armée arabe syrienne n'a pas utilisé et n'utilisera jamais ce genre d'armes contre notre propre peuple, contre nos enfants, pas même contre les terroristes qui ont tué notre peuple ». L'armée syrienne affirme que : « Les groupes terroristes et ceux qui les soutiennent sont responsables d'avoir utilisé des substances chimiques et toxiques et d'avoir été négligents avec les vies de civils innocents ». L'Iran annonce le 5 avril qu'elle « condamne vigoureusement toute utilisation d'armes chimiques quels que soient les responsables et les victimes » et réclame un « désarmement chimique des groupes armés terroristes ». La Chine déclare aussi le 7 avril : « Nous nous opposons à l'usage d'armes chimiques, par n'importe quel pays, organisation, ou individu, et quelles que soient les circonstances et l'objectif ». Le 5 avril, le ministre russe des Affaires étrangères Sergueï Lavrov accuse les Casques blancs d'avoir « mis en scène » des cadavres dans une volonté délibérée de « provocation », tandis que le ministère russe de la Défense affirme dans le même temps que l'attaque chimique a été provoquée par une frappe de l'aviation syrienne sur un entrepôt : « l'aviation syrienne a frappé un entrepôt d’armes chimiques et d’équipement militaire des terroristes, situé dans l’est du village rebelle de Khan Cheikhoun. Dans cet entrepôt se trouvaient des ateliers pour la production de bombes chargées d’explosifs toxiques. Depuis ce grand atelier, les terroristes envoyaient des munitions contenant des substances chimiques en Irak »,,. Interviewé par l'AFP le 12 avril, Bachar el-Assad déclare : « Il s'agit pour nous d’une fabrication à cent pour cent […] Notre impression est que l'Occident, principalement les États-Unis, est complice des terroristes et qu’il a monté toute cette histoire pour servir de prétexte à l'attaque » de la base aérienne d'Al-Chaayrate, le 7 avril
.
La responsabilité du régime syrien, ou l'usage même d'armes chimiques à Khan Cheikhoun, sont également niées dans des théories du complot relayées notamment par l'extrême-droite américaine,,,.
Le soir du 4 avril, les États-Unis, la France et le Royaume-Uni présentent un projet de résolution au Conseil de sécurité des Nations unies 
pour condamner Damas après l’attaque chimique de Khan Cheikhoun et appeler à une enquête complète et rapide de l'Organisation pour l'interdiction des armes chimiques (OIAC),. Ils réclament que la Syrie fournisse toutes les informations sur ses opérations aériennes, notamment les registres de vols, à une équipe internationale d'enquêteurs. La Russie juge cependant « inacceptable » en l'état ce projet de résolution, qui pourrait conduire à un envoi de forces armées en Syrie,. Les États-Unis menacent alors d'une action unilatérale en cas d'échec à l'ONU. Le 5 avril, lors de la réunion d'urgence du Conseil de sécurité des Nations unies, l'ambassadrice américaine Nikki Haley montre des photos d'enfants morts pendant l'attaque chimique et déclare : « Quand les Nations unies échouent constamment dans leur mission d'action collective, il y a des moments dans la vie des Etats où nous sommes obligés d'agir nous-mêmes »,,. Le 12 avril, la résolution est bloquée une nouvelle fois par un veto de la Russie — son 8e depuis le début de la guerre civile syrienne — la Bolivie vote contre ; la Chine, l'Éthiopie et le Kazakhstan s'abstiennent ; tandis que les États-Unis, la France, le Royaume-Uni, le Japon, l'Égypte, l'Italie, le Sénégal, la Suède, l'Ukraine et l'Uruguay votent pour,.
Le 6 avril, Carla Del Ponte, la représentante de la commission d'enquête des Nations unies sur la Syrie, déclare que la responsabilité du régime de Bachar el-Assad dans l'attaque chimique est certaine : « Ce qui est certain, c’est que c’était un bombardement aérien et que c’était le régime syrien qui bombardait »,.

## Analyses

### Critiques de la version russo-syrienne
Selon le gouvernement syrien et son allié russe, l'aviation syrienne n'aurait pas utilisé d'arme chimique mais des bombes conventionnelles. Selon cette version, les armes chimiques auraient été entreposées à l'endroit du bombardement prévu, à dessein ou fortuitement. Lors du bombardement, les explosions auraient libéré le gaz sarin stocké dans ces entrepôts.
Le 6 avril, Kareem Shaheen, reporter pour The Guardian, déclare avoir été le premier journaliste travaillant pour un média occidental à se rendre sur le lieu de l'attaque. Il indique que, contrairement aux affirmations russes, l'épicentre de la contamination chimique ne se situait pas dans un entrepôt, mais sur une route. De plus, les bâtiments aux alentours de l'impact sur la route n'auraient pas été utilisés récemment selon les témoignages des résidents.
La version russe est par ailleurs contestée par Raphaël Pitti, médecin urgentiste spécialisé en médecine de guerre travaillant pour l'UOSSM : « Reprenons les bases de cette théorie. Si cet entrepôt existait vraiment et stockait du gaz sarin, il aurait été sous forme liquide, dans des conteneurs ou des obus et missiles, qui auraient été volés au régime syrien. Il est très peu probable que les rebelles aient pu en fabriquer eux-mêmes. Pour que le gaz soit répandu, tel qu’il l’a été, il aurait fallu qu’une explosion détruise les contenants et que le liquide soit chauffé, par la suite, à plus de 147 °C pour devenir un gaz. Un grand incendie l’aurait permis. Les témoins auraient donc entendu et vu plusieurs explosions de grande ampleur et un incendie. Ce serait aussi visible par satellite. Mais cela ne semble pas être le cas. Il y aurait aussi eu beaucoup plus de victimes »,.
Pour Olivier Lepick, chercheur associé à la Fondation pour la recherche stratégique et spécialiste des armes chimiques, l'explication russe est « de la foutaise » et précise : « Il n’y a pas d’entrepôt d’armes chimiques dans cette zone rebelle. Et s’il y en avait eu un, touché par un bombardement, il n’y aurait pas eu autant de morts et d’intoxiqués. [...] Un obus chimique, qu’il soit tiré par un lance-roquettes, l’artillerie ou l’aviation, est composé d’un agent toxique, mais aussi d’un agent de dissémination qui lui permet de frapper une zone élargie. Si des obus chimiques entreposés sont touchés par une frappe classique, ils explosent, directement ou sous l’effet de la chaleur, mais ils ne disséminent pas le produit toxique autant que s'ils avaient détoné normalement. L’explication russe ne tient pas une seconde »,. Il indique également que les images satellites ne montrent aucun entrepôt dans les zones touchées par les attaques et que « le sarin et les neurotoxiques figuraient dans l'arsenal chimique du régime syrien et n'ont jamais été trouvés ni dans les mains ni même dans un atelier de la rébellion. Car il est indispensable de rappeler qu'il est extrêmement complexe de conserver du sarin ». Pour Olivier Lepick : « nous avons un faisceau de présomptions suffisamment fort pour statuer de manière quasi définitive sur la culpabilité du régime de Bachar al-Assad », « il y a très peu de doutes, même si les preuves formelles ne sont pas apportées. ».
Le 5 avril, Hamish de Bretton-Gordon, expert britannique en armes chimiques, déclare également que les affirmations russes sont « totalement fausses et intenables » et indique : « Si vous faites exploser du sarin, vous le détruisez ».
De même, pour Gunnar Jeremias, expert au Research Group for Biological Arms Control à l'université de Hambourg : « La dissémination très efficace des substances chimiques pointe du doigt le régime syrien ». Il précise : « Si les Russes suggèrent que le dépôt d'armes rebelle abritait des précurseurs, alors il est tout à fait impossible que la détonation de bombes conventionnelles ait pu provoquer le mélange de ces précurseurs et provoqué leur dissémination. S'ils pensent à des substances chimiques stockées, j'émets aussi de larges doutes. Le bombardement a provoqué une dissémination très efficace de ces substances, non pas dans une seule rue, mais dans tout un quartier. Or il n'est pas si aisé de disséminer de telles substances. La nature de ces substances n'est pas formellement établie, mais je dirais qu'il ne s'agit pas de chlorine, plus certainement du sarin, au vu des symptômes observés chez les victimes (mousse sur les lèvres, suffocation). Vous ne fabriquez pas de telles substances dans votre garage, comme pourraient le faire des groupes rebelles syriens. Il s'agit d'un produit de très haute qualité, au vu du nombre élevé de victimes et de cette dissémination très vaste. Seul un État peut parvenir à un tel résultat ».
Selon le rapport du 6 septembre 2017 de la commission d'enquête de l'ONU sur la situation des droits de l'Homme en Syrie, la thèse russe est « extrêmement improbable » : « Si un dépôt de ce genre avait été détruit par une frappe aérienne, l’explosion aurait brûlé la plus grande partie de l’agent [chimique] à l’intérieur du bâtiment, ou bien l’aurait enterré sous les décombres, où il aurait été absorbé, plutôt que d’être relâché dans l’atmosphère dans une quantité aussi importante » ; de plus, les seuls bâtiments situés à proximité du cratère causé par la bombe, un silo et une boulangerie, étaient vides depuis plusieurs mois au moment de l'attaque.

### Critiques des versions occidentales et syrienne
Hasan Haj Ali, commandant du groupe rebelle de l'Armée libre d'Idleb, a déclaré que les combattants rebelles n'avaient pas la capacité de produire des agents neurotoxiques. Le rapport du renseignement français valide cette déclaration, et affirme donc que la théorie d'une attaque par l'opposition n'est pas crédible, précisant de plus que l'opposition n'a pas les capacités aériennes requises. Le rapport affirme aussi que la théorie d'une manipulation par l'opposition n'est pas vraisemblable, citant « l'afflux massif dans un temps très limité vers les hôpitaux en Syrie et en Turquie et le téléchargement simultané et massif de vidéos présentant des symptômes de l'utilisation d'agents neurotoxiques ».
Pour le général français Dominique Trinquand, « si c'est du sarin, c'est forcément l'armée syrienne, l'opposition n'est pas capable de le fabriquer, à moins que des stocks de l'armée syrienne aient été utilisés par une partie adverse », mais cette dernière hypothèse est très peu crédible selon lui, car si l'armement chimique avait été dérobé à l'armée syrienne, la « meilleure défense » de l'armée syrienne aurait été de déclarer le vol de munitions, or, selon le général, « elle ne l'a jamais fait ».
Le 11 avril, l'administration Trump dévoile un rapport du renseignement américain qui incrimine Bachar el-Assad. Selon le Washington Post, ce rapport discrédite les tentatives des Russes de protéger leur allié syrien. Selon leurs auteurs, le rapport est solide, car il repose à la fois sur des renseignements géospatiaux, des renseignements électromagnétiques, des analyses en laboratoire d'échantillons prélevés sur des victimes, et un nombre significatif de rapports « open source » qui forment un récit clair et cohérent. De plus, sous couvert d'anonymat, des responsables américains déclarent au Washington Post que le renseignement américain a détecté la présence d'individus rattachés au programme chimique syrien sur la base aérienne d'Al-Chaayrate, d'où, selon le rapport américain, s'est envolé l'avion syrien porteur de l'arme chimique,,.
Selon Robert Parry, contrairement aux déclarations du secrétaire d’État Rex Tillerson le 6 avril 2017, le renseignement américain est divisé sur l'explication à donner aux événements de Khan Cheikhoun. Certaines sources des services secrets américains affirment que des preuves suggèrent que les rebelles affiliés à Al-Qaïda étaient en faute, soit en orchestrant une libération volontaire d'agents chimiques, soit en possédant des stocks chimiques qui ont été éventrés par des bombardements conventionnels. D'après Robert Parry, l'une de ces sources pense que le scénario le plus probable est « un événement mis en scène par les rebelles afin d'obliger le président Donald Trump à revenir sur une politique affirmée quelques jours plus tôt, énonçant que le gouvernement américain ne chercherait plus à obtenir un changement de régime en Syrie, et se concentrerait sur l'attaque de l'ennemi commun, les terroristes islamistes qui représentent le cœur des forces rebelles ».
Le 25 juin 2017, Seymour Hersh publie dans le journal allemand Die Welt un article relatif aux évènements de Khan Cheikhoun. Hersh affirme avoir eu des entretiens avec des membres du renseignement américain et aussi, dès le 4 avril, avoir reçu des transcriptions de communications en temps réel entre Russes et Américains. D'après lui, les Russes avaient prévenu les Américains d'une attaque conventionnelle à Khan Cheikhoun visant un bâtiment de deux étages où devait se tenir une réunion de chefs djihadistes. Selon Seymour Hersh, le bâtiment a été atteint à 6 h 55. Dans les caves de ce bâtiment se trouvaient un ensemble de substances chimiques dont la combustion aurait créé le nuage de gaz toxiques à l'origine du drame. Selon le blogueur Eliot Higgins, « la quasi-totalité de l’article » de Hersh « repose sur une source anonyme », décrite comme « un senior adviser [conseiller confirmé, NdT] de la communauté américaine du renseignement, qui a occupé des postes de haut rang au département de la Défense et à la CIA ». En outre, il va jusqu'à contredire les versions syrienne et russe de l'incident. De plus, alors que les analyses de l'organisation pour l'interdiction des armes chimiques concluent à l'utilisation de gaz sarin, pour Hersh cette substance était absente des lieux, et il attribue le dégagement de gaz nocif à la présence d'un mélange de « produits chimiques, comprenant du chlore et des organophosphates utilisés dans de nombreux engrais, qui peuvent provoquer des effets neurotoxiques comparables à ceux du gaz sarin » et qui se seraient trouvés dans le bâtiment bombardé. Enfin, Higgins signale que les journalistes présents sur le terrain peu après le drame de Khan Cheikhoun n'ont pas vu le bâtiment décrit par Hersh, et qu'ils en réclament les coordonnées exactes, pour qu'une vérification des propos de Hersh soit possible.

## Enquêtes
En septembre 2013, après le massacre de la Ghouta, l'Organisation des Nations unies avait adopté une résolution obligeant le régime syrien à démanteler son arsenal chimique sous la supervision d'une mission conjointe de l'ONU et de l'Organisation pour l'interdiction des armes chimiques (OIAC), démantèlement qui aurait été terminé « à 100% » en janvier 2016 d'après l'OIAC. Cependant, il est possible que le régime syrien ait dissimulé quelques tonnes ou aurait relancé une production à petite échelle,,,. Pour Gunnar Jeremias, expert au Research Group for Biological Arms Control à l'université de Hambourg : « Tout l'arsenal n'a pas été détruit, nous en avons la conviction depuis maintenant deux ans ».
Le 11 avril 2017, le ministre turc de la Santé annonce que les analyses de sang et d'urine prélevés sur des blessés soignés en Turquie confirment l'utilisation de sarin lors de l'attaque de Khan Cheikhoun. Le 12 avril, le Royaume-Uni annonce à l'ONU que les scientifiques britanniques, après avoir analysé des échantillons du site de l'attaque, confirment également l'usage de sarin ou d'un agent neurotoxique similaire,. Le 19 avril, l'Organisation pour l'interdiction des armes chimiques (OIAC) annonce à son tour, des prélèvements ayant été réalisés sur dix victimes et analysés dans quatre laboratoires, que du gaz sarin ou une substance similaire ont été utilisés de manière « irréfutable » lors du massacre de Khan Cheikhoun,,. Le rapport de l'OIAC est aussitôt critiqué par la Russie. Le lendemain, la Russie et l'Iran réclament l'ouverture d'une nouvelle enquête, mais la demande est rejetée par l'OIAC qui indique que la mission d'enquête en cours se poursuit. Moscou reconnaît alors que « Le fait du recours au sarin ne fait guère de doutes » mais estime qu'« il est impossible de faire des conclusions sur qui en est responsable sans une enquête internationale ».
Le 13 avril, les États-Unis déclarent que les renseignements militaires américains avaient intercepté des conversations entre des pilotes syriens et des experts en armes chimiques, qui évoquaient la préparation de l'attaque de Khan Cheikhoun,.
Le 19 avril, Jean-Marc Ayrault, le ministre français de affaires étrangères, annonce que dans quelques jours la France apportera la preuve de la culpabilité du régime syrien. Le 26 avril, la France publie son rapport dans laquelle elle indique que les prélèvements effectués — sur place et à partir des examens biomédicaux des victimes effectués dans les hôpitaux — par ses services de renseignement montrent que le gaz neurotoxique utilisé à Khan Cheikhoun provient bien des stocks du régime de Bachar el-Assad, qui n'ont donc pas été totalement détruits malgré l'engagement pris,,. Le rapport confirme également l'utilisation du sarin, qui est le même que celui de l'attaque du 29 avril 2013 à Saraqeb, où la France avait pu ramasser une munition non explosée,,. Le rapport indique aussi que les composants utilisés dans le processus de synthèse du gaz neurotoxique sont ceux mis au point dans les laboratoires du régime, notamment dans le Centre d'étude et de recherches scientifiques (CERS),,. La composition du gaz sarin développé par le régime syrien est connue grâce aux témoignages de scientifiques ayant travaillé pour le compte du régime au département chimie du Centre d'étude de recherche scientifique avant de fuir la Syrie au début de la guerre civile : elle comporte deux produits de synthèse caractéristique : le diisopropyl méthylphosphonate (en) (DIMP) et l'hexamine. Les examens menés sur les échantillons de Khan Cheikhoun révèlent la présence d'hexamine, un produit secondaire caractéristique du procédé de fabrication,. Selon la note du renseignement : « Cette méthode porte la signature du régime »,.
Pour le chercheur Olivier Lepick : « Le sarin est très complexe à fabriquer, il y a 20 à 25 modes de synthèse possibles et de nombreux sous-produits de sa fabrication, dont l'hexamine. Le régime a déclaré en détenir 80 tonnes lors de son adhésion à l’Organisation pour l’interdiction des armes chimiques (OIAC). Or on a constaté la présence d'hexamine dans deux autres attaques qu’il a perpétrées. C’est une signature »,. De même selon le consultant Dan Kaszeta, ancien officier au Chemical Corps : « Dans toute l’histoire du gaz sarin, l'hexamine n’a jamais été utilisée sinon en Syrie et par le régime ».
Le régime syrien réagit le lendemain en accusant la France d'être « impliquée » dans « le crime perpétré à Khan Cheikhoun », mais sans donner davantage de précisions ou de preuves.
Dans un rapport publié le 1er mai 2017, Human Rights Watch accuse à son tour le gouvernement syrien d'être responsable de l'attaque chimique.
Du côté de l'ONU (déclaration devant le Conseil de sécurité de la Haut-Représentante des Nations unies pour les affaires de désarmement, Izumi Nakamitsu), un communiqué daté du 15 juin 2017 indique : « Concernant l'incident qui aurait eu lieu à Khan Cheïkhoun le 4 avril 2017, la mission d'établissement des faits de l'Organisation pour l'interdiction des armes chimiques (OIAC) s'est récemment rendue à Damas et le déploiement d'une équipe sur les lieux de l'incident est toujours prévu. Toutefois, il ne pourra avoir lieu que si les conditions de sécurité sont satisfaites, a précisé la Haut-Représentante. On ne peut donc dire quand l'équipe pourra donner ses conclusions sur l'incident ».
En juin 2017, un rapport confidentiel de l'OAIC, dont l'AFP a obtenu des extraits, confirme qu'« un grand nombre de personnes, dont certaines sont mortes, ont été exposées au sarin ou à un produit de type sarin ». La mission de l'OAIC a indiqué que l'endroit d'où provenait le gaz mortel conserve la trace d'un cratère et que les caractéristiques de la propagation du gaz « ne peuvent correspondre qu'à l'usage de sarin comme arme chimique ».
Le 6 juillet 2017, une dépêche du service d'information de l'ONU indique que le Joint Investigative Mechanism (JIM) — le mécanisme d'enquête conjoint de l'ONU et de l'OIAC dont le responsable Edmond Mulet précise : « Nous travaillons avec le gouvernement syrien à ce sujet, et nous espérons que nous aurons les outils nécessaires pour faire notre travail » — « enquête actuellement sur l'attaque survenue le 4 avril 2017 sur la ville syrienne de Khan Shaykhun ». Cette dépêche souligne également que « le groupe de trois experts chargé d'enquêter sur l'utilisation d'armes chimiques en Syrie a appelé jeudi la communauté internationale à lui permettre d'accomplir son travail de manière indépendante, impartiale et professionnelle ». Cependant lors d'une réunion à huis clos avec le Conseil de sécurité des Nations unies, Edmond Mulet se plaint d'un « environnement hautement politisé » dans lequel des « parties intéressées » cherchent à influencer la commission d'enquête : « Nous recevons, malheureusement, des messages directs et indirects en permanence de plusieurs directions nous expliquant comment faire notre travail » ; il déclare alors que « les messages viennent de partout ». En novembre 2017, après la remise du rapport, Edmond Mulet évoquera « certains messages, certaines démarches, je dirais d’un seul pays membre du Conseil de sécurité qui insistait pour que les conclusions de notre travail aillent dans une certaine direction. Quand je suis allé devant le Conseil pour présenter mon rapport, on a eu les réactions assez violentes de la Russie envers ma personne »
Le 6 septembre 2017, un rapport de la commission d'enquête de l'ONU sur la situation des droits de l'Homme en Syrie confirme la responsabilité du régime syrien dans l'attaque chimique de Khan Cheikhoun,,. Bien que les enquêteurs n'aient pu se rendre en Syrie faute d'une autorisation du régime, ils concluent que : « Toutes les preuves disponibles permettent de conclure qu'il existe des motifs raisonnables de croire que les forces aériennes ont lancé une bombe dispersant du gaz sarin. [...] L'utilisation du gaz sarin à Khan Cheikhoun le 4 avril par les forces aériennes syriennes constitue des crimes de guerre ». Le président de la commission, Paulo Sergio Pinheiro, déclare également : « On a conclu que cette attaque a été perpétrée par les forces aériennes syriennes. Nous avons des preuves, des sources matérielles, des témoignages de victimes, des images satellitaires, des photos, des analyses techniques militaires ». La thèse défendue par la Russie et le régime syrien du bombardement d'un entrepôt chimique tenu par les rebelles est également rejetée par le rapport.
Le 24 octobre 2017, la Russie met son véto à la prolongation du Joint Investigative Mechanism (JIM), dont le mandat expire le 16 novembre. La Bolivie vote également contre ; la Chine et le Kazakhstan s'abstiennent ; les États-Unis, la France, le Royaume-Uni, l'Égypte, l'Éthiopie, l'Italie, le Japon, le Sénégal, la Suède, l'Ukraine et l'Uruguay votent pour,. Moscou avait auparavant demandé, sans succès, à ce que le vote soit reporté après la remise du rapport sur le massacre de Khan Cheikhoun et avait laissé entendre qu'il s'opposerait au renouvellement du mandat du JIM, si son rapport établissait la culpabilité du régime syrien. Il n'exclut pas de renégocier le mandat du JIM après la remise du rapport,,,.
De son côté, le Joint Investigative Mechanism (JIM) — la commission d'enquête conjointe de l'ONU et de l'Organisation pour l'interdiction des armes chimiques (OIAC) — mène son enquête en Syrie. Elle analyse des témoignages, des images satellites du site, des vidéos amateurs, des photos, des échantillons et les plans de vols,. Elle ne peut se rendre à Khan Cheikhoun pour des raisons de sécurité, mais elle peut visiter la base aérienne d'Al-Chaayrate,. Le 26 octobre 2017, le Joint Investigative Mechanism rend son rapport et confirme la responsabilité du régime syrien ; le groupe d'experts déclare être « convaincu que la République arabe syrienne est responsable de l'usage de sarin sur Khan Cheikhoun le 4 avril 2017 » et indique que le « scénario privilégié » est que « le gaz sarin a été propagé via une bombe aérienne lancée depuis un avion ». Ces conclusions sont rejetées par le régime syrien, qui accuse l'ONU d'avoir « falsifié la vérité », et par la Russie, dont le ministre adjoint des Affaires étrangères, Sergueï Riabkov, estime que le rapport comporte « de nombreuses contradictions, des incohérences logiques, une utilisation de témoignages douteux et des preuves non confirmées »,,. Les États-Unis, le Royaume-Uni et la France condamnent quant à eux le régime syrien ; Rex Tillerson, le secrétaire d'État des États-Unis, déclare : « Nous ne pensons pas qu'il y ait un avenir pour le régime Assad et la famille Assad »,.
Le 2 novembre, la Russie attaque à nouveau le rapport du JIM ; Mikhaïl Oulianov, responsable du département sécurité et désarmement du ministère russe des Affaires étrangères, parle d'un rapport « superficiel » et « amateur » et déclare : « la mission a mené son enquête à distance, rien que cela, c'est un scandale. [...] Il aurait été plus honnête de reconnaître qu'il est impossible de mener une enquête dans les conditions actuelles ». La Russie reconnait que du sarin a été utilisé à Khan Cheikhoun, mais affirme désormais que l'aviation syrienne n'a « techniquement » pas pu frapper la ville et que l'explosion venait d'un obus au sol et non d'une attaque aérienne syrienne. Quelques jours plus tard, dans une interview au journal Le Monde, Edmond Mulet, le président du JIM déclare : « Tout ce travail a été fait d’une manière très scientifique, indépendante, objective, impartiale, et les critiques qui ont été faites sur notre travail sont purement politiques. Rien ne peut nous faire changer d’avis. [...] Nous sommes vraiment convaincus que le gouvernement syrien est responsable pour l’utilisation de gaz sarin à Khan Cheikhoun. [...] Les Russes avaient déjà dit qu’ils voulaient connaître le contenu du rapport avant de se prononcer sur un prolongement du mandat. [...] Mais, avec toutes les preuves que nous avons pu rassembler, nous n’avions pas d’autre choix, comme membre du mécanisme du JIM, que d’attribuer [la responsabilité de l’attaque] à la République arabe syrienne, même si on savait que cela pouvait déterminer la fin de l’existence du JIM. Ce n’était pas une raison pour ne pas dire la vérité… ».
Alors que le mandat du Joint Investigative Mechanism (JIM) expire le 16 novembre, deux projets de résolution — l'un russe, l'autre américain — entrent en concurrence au Conseil de sécurité des Nations unies,. Le projet russe prévoit initialement une prolongation du mandat des enquêteurs de six mois, contre dix-huit pour le projet américain avant qu'ils ne s'accordent tous deux pour une prolongation d'un an ; Moscou réclame également le gel des conclusions du rapport du JIM sur le massacre de Khan Cheikhoun et une nouvelle enquête en Syrie avec une équipe recomposée,. Le vote se tient le 16 novembre : la Russie met une nouvelle fois son veto — son 10e concernant le conflit syrien — au projet américain ; la Bolivie vote également contre, la Chine et l'Égypte s'abstiennent, les onze autres États votent pour,. Peu après, le projet russe est à son tour rejeté avec quatre voix pour — Russie, Chine, Bolivie et Kazakhstan — sept voix contre — États-Unis, France, Royaume-Uni, Suède, Italie, Uruguay et Ukraine — et quatre abstentions — Égypte, Éthiopie, Japon et Sénégal,,. Le Japon propose alors un projet d'un simple renouvellement technique de 30 jours, mais le 17 novembre la Russie place son 11e veto,. Le mandat du JIM s'achève alors.

## Conséquences
Le massacre de Khan Cheikhoun provoque un revirement des États-Unis, qui mène pour la première fois des actions de représailles contre le régime syrien. Dans la nuit du 6 au 7 avril, 59 missiles Tomahawk frappent la base aérienne d'Al-Chaayrate, dans le gouvernorat de Homs,. Le revirement des États-Unis a probablement provoqué la surprise du gouvernement de Damas, et la colère de la Russie,,. Cependant ces bombardements sont sans grande conséquence pour le régime syrien,,,.
Le 13 avril, le régime syrien accuse la coalition d'avoir à son tour bombardé un dépôt de gaz toxique de l'État islamique à Hatlah, dans le gouvernorat de Deir ez-Zor, ce qui aurait fait selon lui fait « des centaines de morts, dont de nombreux civils ». L'armée syrienne affirme alors que cela constitue la preuve que les djihadistes de l'EI et d'al-Qaïda « possèdent des armes chimiques ». Cependant ces déclarations ne sont confirmées par aucune source indépendante. Le réseau d'informations DeirEzzor24, pro-opposition, qualifie cette annonce de « fake news » et affirme qu'aucun bombardement et aucune perte civile n'ont été rapportés dernièrement à Hatlah. Le colonel John Dorrian, porte-parole de la coalition, dément également et affirme que « la coalition n'a mené aucun bombardement dans cette zone à l'heure indiquée. Les affirmations syriennes sont erronées et sont sans doute mal intentionnées ». Quant au ministère russe de la Défense, il indique n'avoir reçu aucune information confirmant les affirmations de Damas.
Le 24 avril, en réponse au massacre de Khan Cheikhoun, l'Office of Foreign Assets Control (OFAC) annonce des sanctions financières contre 271 scientifiques d'un centre syrien de développement d'armes chimiques. Le journal Newsweek affirme que ce centre a pour objectif déclaré de coordonner les activités scientifiques en Syrie, mais qu'il est accusé par les analystes occidentaux d'être une façade pour la fabrication d'armes de destruction massive. L'OFAC a établi une liste de 271 scientifiques ayant eu une responsabilité potentielle dans l'attaque au gaz sarin. Certains scientifiques sanctionnés sont censés avoir contribué directement à la fabrication d'armes chimiques, et d'autres ont été sélectionnés pour leur « expertise en chimie et disciplines connexes ».

## Justice
Le 5 octobre 2020, trois ONG de défense des droits humains (Syrian Archive, le Centre syrien des médias et de la liberté d’expression et Open Society Justice Initiative), portent plainte contre le régime syrien pour crime contre l'humanité. La plainte est déposée en Allemagne, le dossier comprend les témoignages de 17 survivants et de 50 militaires et anciens responsables du gouvernement ayant fait défection depuis. À l'instar du procès de Coblence, les plaignants s'appuient sur le principe de compétence universelle de la justice allemande pour tenter de poursuivre les responsables de l'attaque chimique, ainsi que de celle sur la Ghouta en août 2013, car jusqu'alors, les vétos, notamment russes, au Conseil de sécurité de l'ONU et à l'OIAC ont permis une totale impunité. Selon les plaignants, des mandats d'arrêt internationaux pourraient être délivrés contre de hauts dignitaires du régime syrien, y compris Bachar et Maher el-Assad,,.

### Témoignages
- Omar Haj-Kadour et Mohamed Al-Bakour, « Une odeur mortelle », Making-of AFP, 4 avril 2017.
- Kareem Shaheen, « 'The dead were wherever you looked': inside Syrian town after gas attack », The Guardian, 6 avril 2017.
- AFP, « A Khan Cheikhoun, la mort a frappé en quelques minutes », 5 avril 2017.
- Luc Vinogradoff, Dans la ville syrienne de Khan Cheikhoun, « une vague puanteur vous picote les narines », Le Monde, 7 avril 2017.
- Des rescapés de l'attaque "chimique" rêvent de la chute d'Assad, AFP, 7 avril 2017.

### Enquêtes et rapports
- The Khan Sheikhoun Chemical Attack, The Evidence So Far, Bellingcat, 5 avril 2017.
- Dan Kaszeta, The Chemical Realities of Russia’s Khan Sheikhoun Chemical Warehouse Attack Claims, Bellingcat, 5 avril 2017.
- Christian Triebert, The Khan Sheikhoun Chemical Attack — Who Bombed What and When?, Bellingcat, 10 avril 2017.
- Theodore Postol (en), MIT expert claims latest chemical weapons attack in Syria was staged, International Business Times, 18 avril 2017.
- Madjid Zerrouky et Adrien Sénécat, Bombardement chimique en Syrie : les intox à l’épreuve des faits, Les décodeurs, Le Monde, 12 avril 2017.
- Les mille et un mensonges de Bachar el-Assad, Le Point avec AFP, 16 avril 2017.
- Attaque chimique en Syrie - Déclaration de Jean-Marc Ayrault à l’issue du Conseil de défense (26 avril 2017), France Diplomatie, 26 avril 2017.
- Eliot Higgins, The OPCW Just Trashed Seymour Hersh’s Khan Sheikhoun Conspiracy Theory, Bellingcat, 4 juillet 2017.
- Eliot Higgins, Khan Sheikhoun, or How Seymour Hersh “Learned Just to Write What I Know, And Move On”, Bellingcat, 28 juillet 2017.
- Eliot Higgins, Khan Sheikhoun, and the Persistence of Conspiracy Theories and Sarin, Bellingcat, 3 août 2017.
- Conseil de sécurité: selon le Chef du Mécanisme d’enquête sur l’utilisation d’armes chimiques, la Syrie est responsable de l’attaque de Khan Cheïkhoun, Un.org, 7 novembre 2017.
- Simulations, cratères et mensonges : l’ultime tentative de Postol pour saper les derniers vestiges de sa réputation, Bellingcat, 24 septembre 2019.

### Articles
- Marie Bourreau, « Nous n’avions pas d’autre choix que d’attribuer la responsabilité de l’attaque chimique à la Syrie », Le Monde, 10 novembre 2017.
- George Monbiot, A lesson from Syria: it’s crucial not to fuel far-right conspiracy theories, The Guardian, 15 novembre 2017.

### Vidéographie
- [vidéo] « Syrie : des images d’amateurs montrent une possible attaque chimique », Le Monde, 4 avril 2017.
- [vidéo] (en) Malachy Browne, Natalie Reneau et Mark Scheffler, « How Syria and Russia Spun a Chemical Strike », The New York Times, 26 avril 2017.